# Аварна
Ава́рна (итал. Avarna) (также Аве́рна (Averna), Гва́рна (Guarna) и Ва́рна (Varna)) — знатный итальянский род норманнского происхождения. Основан в XI веке в Сицилийском королевстве нетитулованным дворянином Нормандского герцогства Годфруа д’Отвилем (Гоффредо д’Aльтавилла) из дома Отвилей, имевшим родственные связи с Нормандской династией.

## Происхождение
Род Аварна, известный также, как Гварна, Варна и Аверна, ведёт происхождение от Годфруа, четвёртого сына Танкреда д’Отвиля, брата Робера Гвискара и Рожера I, великого графа Сицилии, родоначальника династии Отвилей — королей Сицилии. Вместе с Робером, Рожером и Гийомом он участвовал в завоевании Сицилии и юга Апеннинского полуострова, по итогам которого ему досталось графство Капитаната.
Годфруа получил прозвище «Гварна» по имени убитого им в битве при Чивитате в 1050 (1053) году кондотьера папского войска Варнера (Гварнерио), герцога из Швеции, призванного папой Львом IX против норманнов. От этого прозвища образовался когномен рода. Сын Годфруа от второй (итальянской) жены Теодоры ди Капаччо, дочери Пандольфо Салернского и Теодоры Тускуланской, по имени Танкред или Сильвестро уже носил фамилию Гварна и владел графством Марсико со столицей в городе Салерно.

## История рода
Первой ветви рода в Салерно, в XIII веке наследовала вторая ветвь в Мессине на Сицилии, где она была известна как Варна, а затем как Аверна и Аварна. Первый представитель рода под фамилией Варна упоминается в 1251 году. Им был Филиппо Варна, вернувшийся из Германии, куда семья была изгнана во время войны за Сицилийское королевство между династиями Отвилей и Гогенштауфенов в конце XII века. Другая ветвь рода в XV веке поселилась в Кремоне, в Ломбардии, где её представители служили кондотьерами у герцогов Миланских из дома Сфорца.
Ветвь в Мессине разделилась на герцогов Бельвизо (с 25 февраля 1716 года), виконтов Франкавилла (с 15 апреля 1731 года), баронов Делла Дечима и герцогов Гвальтьери (с 16 декабря 1800 года), маркизов Кастанеа (с 24 ноября 1791 года), баронов Сикамино. Ветвь герцогов Бельвизо и виконтов Франкавилла пресеклась по мужской линии, и королевским указом от 26 мая 1855 года титулы и имения этой ветви перешли к представителям рода Кандзано, принявшим фамилию Кандзано-Аварна. Ветвь герцогов Гвальтьери и маркизов Кастанеа существует до сих пор.
В разное время роду принадлежали два герцогских, два маркизских, четыре графских, один виконтский, четыре баронских титула и двадцать четыре поместья. Представители рода вступали в семейные отношения с представителями родов Алагона, Караччоло, Колонна, Филанджери, Джоэни, Луккезе-Палли, Монкада, Пиньятелли, Реквесенс, Росси, Руффо, Сансеверино, Сантаколомба, Спадафора и Стателла и с княжеским родом Долгоруких.

## Знаменитые представители рода
Члены рода Аварна имели влияние при дворе королей Сицилии, с которыми состояли в родстве. Известные представители рода: Ромуальдо II Гварна (ум. 1181), архиепископ Салерно, Карло Аварна (1757—1836), герцог ди Гвальтьери, министр и глава правительства королевства Обеих Сицилий, Джузеппе Аварна (1843—1916), герцог ди Гвальтьери, дипломат, с 1904 по 1915 год был послом Итальянского королевства в Австро-Венгрии, а с 1909 по 1916 год сенатором.
Титул «последнего великого представителя сицилийской аристократии» носил известный поэт и сицилийский патриот, один из основателей в сентябре 1945 года в Мессине Движения за автономию Сицилии Джузеппе Аварна, герцог ди Гвальтьери, маркиз Кастанеа и барон Сикамино. Ныне самым молодым представителем рода является его внук, Клаудио Аварна, герцог ди Гвальтьери.